# Pseudoalcippe atriceps
El timalí del Ruwenzori (Pseudoalcippe atriceps) es una especie de ave paseriforme de la familia Sylviidae propia de las montañas de África central. Anteriormente se clasificaba como una subespecie de timalí abisinio (Pseudoalcippe abyssinica), pero en la actualidad se consideran especies separadas.

## Distribución y hábitat
Se encuentra en dos enclaves separados de África central. En el oeste en la cordillera de Camerún, y al este de la región de los Grandes Lagos en las montañas Rwenzori y Virunga.